# Dennis Hopper
Dennis Lee Hopper (n. 17 mai 1936, Dodge City⁠(d), Kansas, SUA – d. 29 mai 2010, Venice⁠(d), California, SUA) a fost un actor, regizor de film și artist american.

## Biografie
Hopper a devenit interesat de actorie și a ajuns student la Actor's Studio. Și-a făcut prima apariție în televiziune în 1955 și a apărut și în două filme cu James Dean, Rebel Without a Cause (1955) și Giant (1956). Până la sfârșitul anilor 1960, Hopper a mai avut roluri secundare în câteva filme. A regizat și jucat în Easy Rider (1969) câștigând un premiu la Festivalul de la Cannes, fiind și nominalizat la Premiul Oscar pentru cel mai bun scenariu original ca și coscenarist al filmului.
Nu a reușit să continue cu astfel de succese până la rolul din Apocalypse Now (1979), care l-a readus în atenția publicului. A mai apărut în Rumble Fish (1983) și The Osterman Weekend (1983) și a fost apreciat pentru rolurile din Blue Velvet și Hoosiers, pentru cel din urmă fiind chiar nominalizat la Premiul Oscar pentru cel mai bun actor în rol secundar. A regizat Colors (1988) și a jucat rolul lui King Koopa în filmul Super Mario Bros. iar în 1994 a jucat în Speed. În perioada 2008-2009, Hopper a jucat în serialul TV de 26 de episoade Crash unde a avut rolul principal.
Pe lângă actorie, Hopper a fost cunoscut și datorită faptului că era consumator de droguri, că avea accese de furie, înclinație pentru violență conjugală, ceea ce l-au făcut un paria la Hollywood.
În 1982 a fost internat timp de trei luni într-un spital de boli mintale.
Hopper a decedat pe data de 28 mai 2010 de cancer la prostată în localitatea Venice, California la ora 08:15 a.m.

## Filmografie

### Regizor
- 1971 Ultimul film (The Last Movie)
- 1969 Easy Rider
- 1980 Out of the Blue
- 1988 Colors - Colori di guerra
- 1990 Catchfire
- 1990 The Hot Spot
- 1994 Una bionda sotto scorta
- 2000 Homeless - scurtmetraj

### Actor

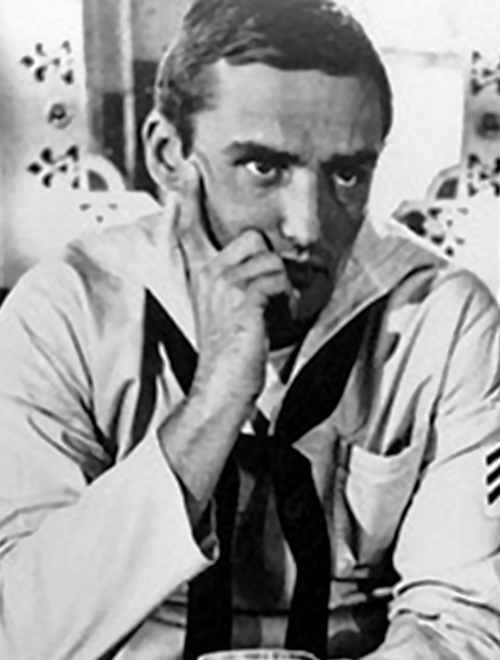
Dennis Hopper în 1961

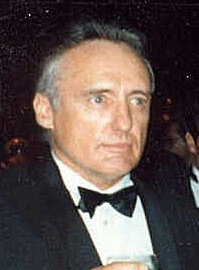
Dennis Hopper în 1990

- 1955 Rebel fără cauză (Rebel Without a Cause), regia Nicholas Ray
- 1955 I Died a Thousand Times, regia Stuart Heisler
- 1956 Giant, regia George Stevens
- 1957 Rafuială la O.K. Corral (Gunfight at the O.K. Corral), regia John Sturges
- 1957 The Story of Mankind, regia Irwin Allen
- 1957 Sayonara, regia Joshua Logan (numai voce)
- 1958 From Hell to Texas
- 1959 The Young Land

- 1960 Key Witness
- 1961 Night Tide
- 1964 Tarzan and Jane Regained... Sort of
- 1965 Răfuiala (The Sons of Katie Elder), regia Henry Hathaway
- 1966 Queen of Blood
- 1967 The Trip
- 1967 Luke mână rece (Cool Hand Luke), regia Stuart Rosenberg
- 1968 The Glory Stompers
- 1968 Hang 'Em High
- 1968 Panic in the City
- 1969 100 de dolari pentru șerif (True Grit), regia Henry Hathaway

- 1972 The Other Side of the Wind (neterminat)
- 1972 Crush Proof, regia François De Menil
- 1973 Kid Blue
- 1976 Tracks
- 1976 Mad Dog Morgan
- 1977 Prietenul american (The American Friend), regia Wim Wenders
- 1977 The Sorcerer's Apprentice
- 1978 Flesh Color
- 1978 Last In, First Out
- 1979 Apocalipsul acum (Apocalypse Now), regia Francis Ford Coppola
- 1979 Bloodbath

- 1981 Reborn
- 1981 King of the Mountain
- 1982 Neil Young: Human Highway
- 1983 Rumble Fish, regia Francis Ford Coppola
- 1983 Operațiunea Osterman (The Osterman Weekend), regia Sam Peckinpah
- 1983 White Star
- 1983 The Dynamite Coffin Stunt
- 1984 Jungle Warriors
- 1984 The Inside Man
- 1985 My Science Project
- 1986 Riders of the Storm
- 1986 The Texas Chainsaw Massacre 2
- 1986 River's Edge
- 1986 Catifeaua albastră (Blue Velvet), regia David Lynch
- 1986 Hoosiers
- 1987 Running Out of Luck
- 1987 Black Widow
- 1987 Straight to Hell
- 1987 O.C. and Stiggs
- 1987 The Pick-up Artist
- 1989 Blood Red
- 1989 Chattahoochee

- 1990 Flashback
- 1991 Sunset Heat
- 1991 Paris Trout
- 1991 The Indian Runner
- 1991 Eye of the Storm
- 1992 Red Rock West
- 1993 The Revenge of the Dead Indians
- 1993 Boiling Point
- 1993 Super Mario Bros.
- 1993 Iubire adevărată (True Romance), regia Tony Scott
- 1994 Chasers
- 1994 Speed, regia Jan de Bont
- 1995 Search and Destroy
- 1995 Lumea apelor (Waterworld), regia Kevin Reynolds
- 1996 Cannes Man
- 1996 Carried Away
- 1996 Space Truckers
- 1996 Basquiat
- 1996 The Last Days of Frankie the Fly
- 1997 Top of the World
- 1997 The Good Life
- 1997 The Blackout
- 1997 Road Ends
- 1998 Black Dahlia (video game)
- 1998 Michael Angel
- 1998 Meet the Deedles
- 1999 The Prophet's Game
- 1999 Lured Innocence
- 1999 EDtv, regia Ron Howard
- 1999 Straight Shooter
- 1999 Jesus' Son
- 1999 The Venice Project
- 1999 Bad City Blues

- 2000 The Spreading Ground
- 2000 În căutarea lânii de aur (Jason and the Argonauts), regia Nick Willing
- 2000 Luck of the Draw
- 2000 Welcome to Hollywood
- 2000 Held for Ransom
- 2001 Ultima secundă (Ticker), regia Albert Pyun
- 2001 Choke
- 2001 Knockaround Guys
- 2001 L.A.P.D.: To Protect and to Serve
- 2002 Unspeakable
- 2002 Leo
- 2002 The Piano Player
- 2003 The Night We Called It a Day
- 2004 Legacy
- 2004 The Keeper
- 2004 În extrasezon (Out of Season), regia Jevon O'Neill
- 2005 House of 9
- 2005 Hoboken Hollow
- 2005 Americano
- 2005 The Crow: Wicked Prayer
- 2005 Tărâmul morții (Land of the Dead), regia George A. Romero
- 2006 Tainted Love
- 2006 10th & Wolf
- 2006 Memory
- 2008 Hell Ride
- 2008 Sleepwalking
- 2008 Elegy
- 2008 Swing Vote
- 2008 Palermo Shooting
- 2008 An American Carol
- 2009 The Last Film Festival
- 2009 Forever
- 2009 Deadly Creatures (joc video)
- 2010 Alpha and Omega (voce)

### Documentare
- 1970 The Festival Game
- 1971 The American Dreamer
- 1990 Hollywood Mavericks
- 1990 Superstar: The Life and Times of Andy Warhol
- 1990 Motion & Emotion
- 1991 Hearts of Darkness: A Filmmaker's Apocalypse
- 1991 Picture This: The Times of Peter Bogdanovich in Archer City, Texas
- 1991 SnowwhiteRosered
- 1997 Who Is Henry Jaglom?
- 1999 Robert Rauschenberg: Inventive Genius (narator)
- 1999 The Source
- 2001 Jazz Seen: The Life and Times of William Claxton
- 2002 1 Giant Leap
- 2002 I Don't Know Jack
- 2002 Venice: Lost and Found
- 2003 Easy Riders, Raging Bulls: How the Sex, Drugs and Rock 'N' Roll Generation Saved Hollywood
- 2003 A Decade Under the Influence
- 2003 Dennis Hopper: Create (or Die)
- 2004 Tell Them Who You Are
- 2005 Inside Deep Throat (narator)
- 2005 Going Through Splat: The Life and Work of Stewart Stern
- 2005 Champion
- 2005 Sketches of Frank Gehry
- 2006 The Holy Modal Rounders: Bound to Lose
- 2006 Rising Son: The Legend of Skateboarder Christian Hosoi (narator)
- 2006 Andy Warhol: A Documentary Film
- 2006 3055 Jean Leon
- 2007 By the Ways: A Journey with William Eggleston
- 2008 Bananaz
- 2008 Générations 68
- 2008 Chelsea on the Rocks
- 2008 Ferlinghetti: A City Light
- 2008 Shooting Palermo
- 2008 The Brothers Warner
- 2008 No Subtitles Necessary: Laszlo & Vilmos
- 2008 Dead On: The Life and Cinema of George A. Romero